# Samtgemeinde Sibbesse
De Samtgemeinde Sibbesse was een samtgemeinde in de Duitse deelstaat Nedersaksen. Sibbesse ligt in het Landkreis Hildesheim. In de samtgemeinde werkten 5 gemeenten samen. Per 1 november 2016 werd de samtgemeinde opgeheven en gingen de gemeenten samen verder als de eenheidsgemeente Sibbesse.
Tot de samtgemeinde behoodren de gemeenten Adenstedt (met Sellenstedt en Grafelde), Almstedt (met Segeste), Eberholzen, Sibbesse (met Hönze, Möllensen en Petze) en Westfeld (met Wrisbergholzen).
De Samtgemeinde Sibbesse ontstond op 1 april 1974 in het kader van de gebiedsherindeling.